# Glashütte (Gemeinde Gutenbrunn)
Glashütte ist eine Häusergruppe in der Marktgemeinde Gutenbrunn im Bezirk Zwettl in Niederösterreich
Der Ortsteil von Gutenbrunn befindet sich am Südrand des Ortes und wird vom Weinsberger Wald im Osten und Süden umgrenzt.

## Geschichte
Die heutige Häusergruppe geht auf eine von Joseph von Fürnberg gegründete Glashütte aus dem Jahr 1780 zurück, diese wurde auf dem damals Kirchfeld genannten Gebiet begründet. Diese wurde 1812 durch Kaiser Franz I. neu errichtet, zwischen 1854 und 1888 war Carl Wagner Pächter der k. k. Glasfabrik, 1888 bis 1904 die Firma Stölzle. Nach der Schließung der Anlage wurden die Reste 1911 abgetragen.
Danach entwickelte sich auf den ehemaligen Gründen der Glasfabrik eine Siedlung, ab 1954 wird die Ortslage dann unter ihrem heutigen Namen als Rotte ein offizieller Teil der Katastralgemeinde.